# HD 212771 b
HD 212771 b (بالإنجليزية: HD 212771 b)‏ الذي يرمز له بالرمز HD 212771b، هو كوكب خارج المجموعة الشمسية، في كوكبة الدلو (كوكبة).

## الاكتشاف
اكتشف في 2010، وكانت طريقة الاكتشاف Doppler spectroscopy.